# Plaza Perú (Concepción)
La Plaza Perú es una plaza ubicada en la ciudad de Concepción, Chile, en el Barrio Universitario de la ciudad, y al frente del acceso principal de la Ciudad Universitaria de Concepción, por el Arco Universidad de Concepción y junto a la Casa del Arte. Construida en 1942, alrededor de esta plaza hay varios edificios históricos de la ciudad de la década de 1940.
La plaza se caracteriza por ser un punto de reunión de los estudiantes de la Universidad de Concepción y de la juventud en general. Al estar conectada con el centro de la ciudad por la Avenida Diagonal Pedro Aguirre Cerda, que confluye en la Plaza René Schneider, suele ser el punto de encuentro para los trayectos de marchas estudiantiles.
Al frente de la plaza existe una especie de boulevard, portales que permiten dar sombra y proteger de la lluvia, dentro de los cuales se han ubicado varios restaurantes, además de encontrarse la sede de la Federación de Estudiantes de la Universidad de Concepción. Diversas ferias toman lugar en la Plaza Perú, como ferias de antigüedades y de libros.

## Historia

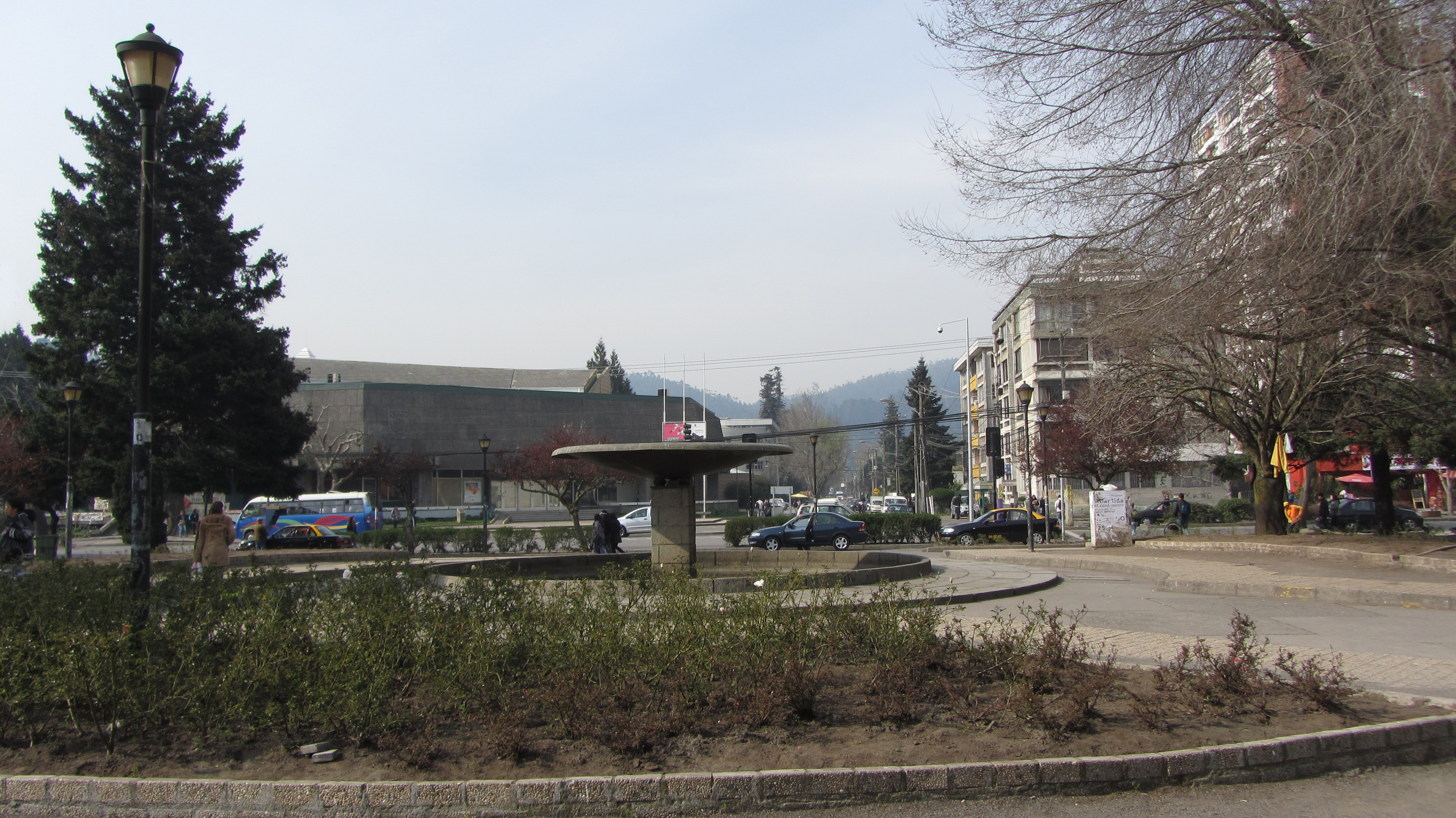
La Plaza Perú en 2012. Detrás, la Avenida Chacabuco, y más atrás, la Casa del Arte

La plaza fue construida en 1942 por los arquitectos Ovalle y Sarabia, en paralelo con la Avenida Diagonal Pedro Aguirre Cerda y como producto de un concurso de arquitectura abierto en 1941 por la «Caja de reconstrucción y auxilio», luego del terremoto de 1939, y como eje cívico de conexión entre el campus central de la Universidad de Concepción y el centro de la ciudad. Las obras fueron financiadas por la Compañía de Acero del Pacífico (CAP) y acabaron a mediados de la década de 1950.
Originalmente fue el punto de reunión de las familias inmigrantes de Europa que llegaron a Concepción durante esa época. Sus construcciones aledañas, de fines de la década de 1940, con terrazas interiores y balcones soleados de influencia parisina distribuidos en forma de arco alrededor de la plaza, fueron las viviendas de ingenieros y técnicos extranjeros que emigraron a Concepción para trabajar en CAP y posteriormente en Huachipato. Más tarde, varias de estas casas fueron habitadas por trabajadores chilenos.
En 1950, la comuna alemana donó una pileta redonda que se instaló en el centro de la plaza.
Durante la década de 1990, las áreas verdes se fueron deteriorando y no fueron renovadas por el municipio, mientras comenzaron a instalarse progresivamente pubs y restaurantes en los alrededores de la plaza. Actualmente la Plaza Perú es un punto de reunión juvenil con una abundante oferta de locales de ocio. Por otra parte, desde el punto de vista de los vecinos del lugar, su estética se ha ido arruinando con el tiempo.
En agosto de 2023 la alcaldía de Concepción presentó el diseñó final de la remodelación de la plaza tras adjudicarse fondos del Programa de Recuperación de Espacios Públicos de Alto Valor Social del Ministerio del Interior.